# Nolana platyphylla
Nolana platyphylla là loài thực vật có hoa trong họ Cà. Loài này được (I.M. Johnst.) I.M. Johnst. mô tả khoa học đầu tiên năm 1936.